# Prager Pulverturm

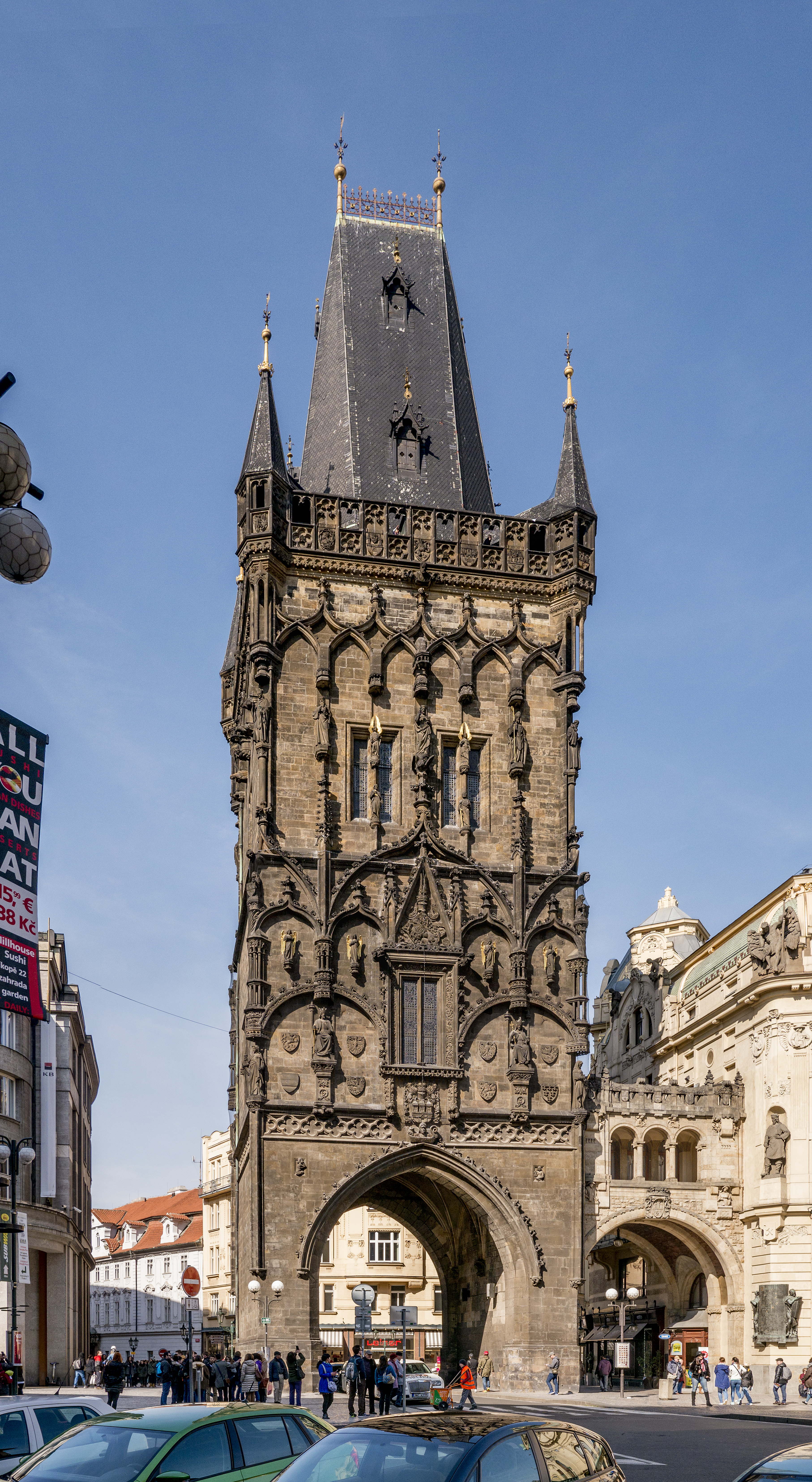
Blick auf den Prager Pulverturm vom Platz der Republik

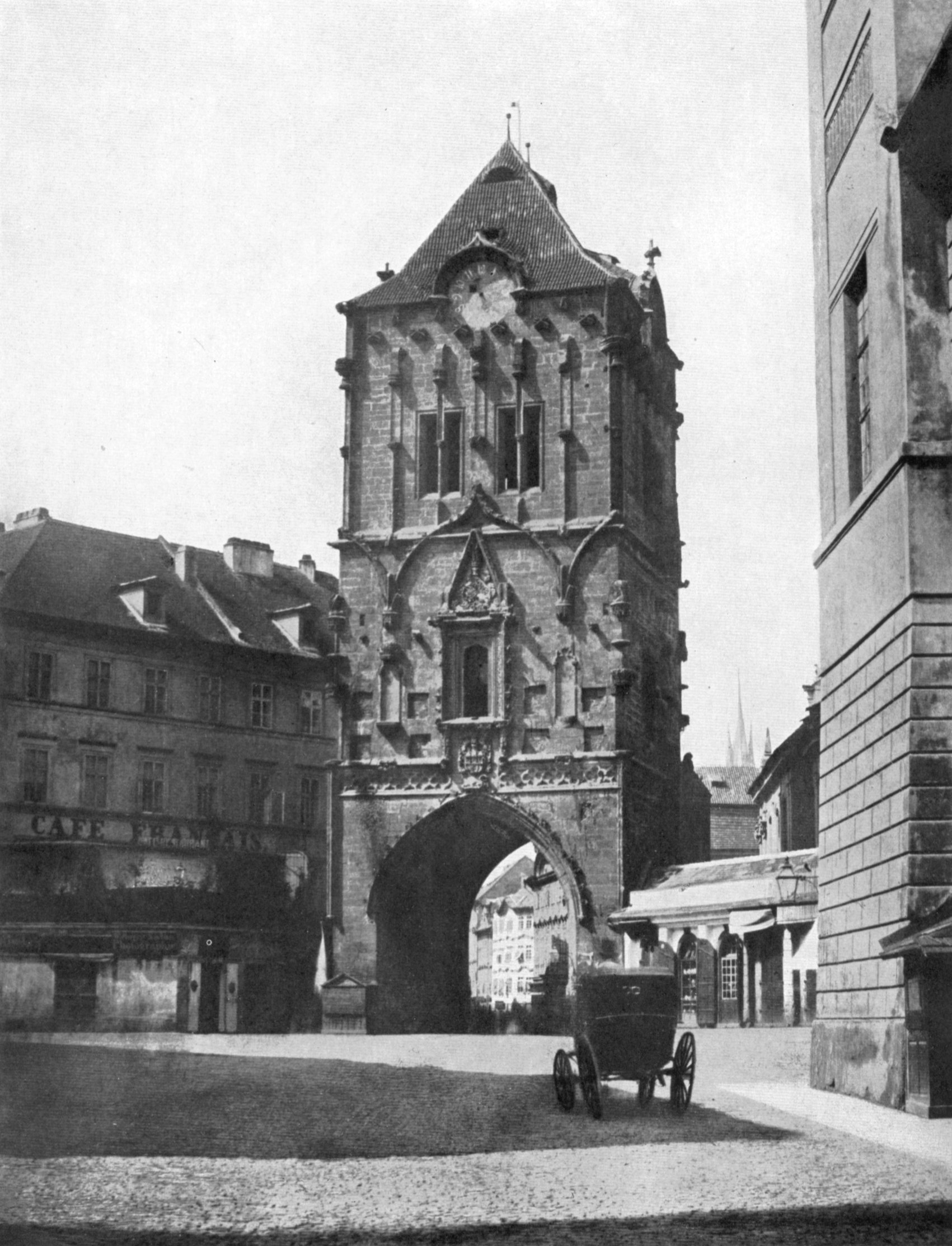
Pulverturm 1856

Der Prager Pulverturm (tschechisch: Prašná brána) ist ein 65 Meter hoher Torturm am Platz der Republik in Prag. Er wurde als Teil der Befestigung des ehemaligen Königshofes im 15. Jahrhundert errichtet. Er stellt ein dekoratives Werk der Spätgotik in Böhmen dar und hat ein monumentales, historisch bedeutsames Eingangstor in die Prager Altstadt. Der Turm erhielt seinen Namen, als bis Ende des 17. Jahrhunderts im Innern Schwarzpulver gelagert wurde. Am Turm beginnt die Zeltnergasse (Celetná), die den ersten Teil des historischen Königswegs vom ehemaligen Königshof zur Prager Burg bildet. Direkt nördlich an den Pulverturm angrenzend steht das 1906-12 anstelle des Königshofs errichtete Gemeindehaus.

## Geschichte
Ursprünglich erhob sich an dieser Stelle, am Ausgang der Altstadt, in der Verlängerung der Zeltnergasse (Celetná), das St.-Ambrosius-Tor als Teil der Stadtbefestigung. Es wurde später durch das Horská-Tor (Richtung Kutná Hora) ersetzt. Nachdem die Befestigung der Altstadt mit dem Bau der Neustadt ihren Sinn verlor, verfiel das Tor, sodass es das „zerlumpte Tor“ (Odraná brána) genannt wurde. Das direkt neben dem Königshof stehende Tor wurde zunehmend als Schandfleck empfunden, daher wurde ab 1475 ein repräsentativer Turm, anfangs „Neuer Turm“ (Nová věž) genannt, unter Vladislav II. Jagiello östlich des alten Tores von Matěj Rejsek als errichtet. Im Jahre 1484 wurden die Arbeiten unterbrochen, da König Vladislav II. (Böhmen und Ungarn) seinen Regierungssitz vom Königshof in die Prager Burg auf den Hradschin verlegte. Der Bau wurde eingestellt und lediglich ein provisorisches Dach ergänzt. Den Namen Pulverturm erhielt er aufgrund der Nutzung als Pulvermagazin am Ende des 17. Jahrhunderts. Der Turm wurde 1757 bei der preußischen Belagerung im Siebenjährigen Krieg schwer beschädigt und verfiel allmählich, die Reste der Ornamentik wurden 1799 entfernt.
Josef Mocker restaurierte ihn 1875–1886 im Stil der Neugotik nach dem Vorbild des Altstädter Brückenturms, wobei er die Ausstattungen zum großen Teil völlig frei ergänzte. Erst aus dieser Zeit stammen der obere Umgang, das Walmdach, die Netzgewölbe der Durchfahrt und der meiste Bauschmuck, darunter auch die Plastiken der böhmischen Könige Ottokar II. (1253–1278) links und Karl IV. (1345–1378) rechts auf der Westseite und Georg von Podiebrad (1458–1471) sowie Vladislav II. Jagiello (1471–1516) auf der Ostseite. An den Pulverturm wurde 1905 bis 1911 im Jugendstil an Stelle des ehemaligen Königshofes das Gemeindehaus Obecní dům angebaut.